# Science et technologie au Québec
La science et la technologie au Québec a une jeune histoire. Les Québécois ont contribué significativement à la connaissance moderne dans plusieurs domaines notamment dans le domaine des sciences de la vie. De son émergence en tant que jeune nation, le Québec a encouragé la science et l’innovation depuis le début de son histoire voilà presque 400 ans.  
Le Québec a fait cela en favorisant une libre circulation des idées et de créativités, en encourageant la croissance des connaissances utiles, et en accueillant des personnes créatives de tous les coins du monde. 
La majeure partie des fonds de recherche et développement proviennent du secteur public. En 2012, plus de 1,1 million de Québécois exercent une profession scientifique et technique dans le secteur de la science et technologie. La recherche et développement (R&D) représente environ 2,63 % du P.I.B du Québec et est l'une des plus élevées si l'on compare aux pays de la zone euro, du G8 et de l'OCDE,. D'ailleurs, le Québec se classe au 13e rang mondial en termes d'investissements dans les secteurs technologiques et scientifiques.

## Début de la colonie

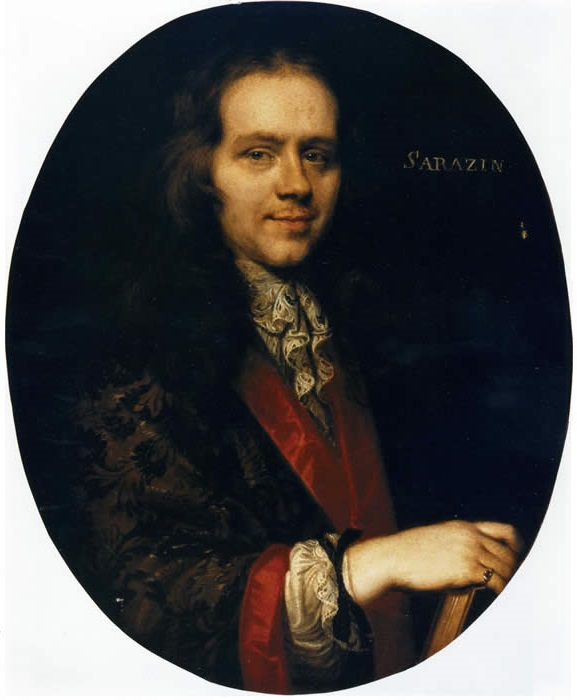
Michel Sarrazin, par Pierre Mignard

Au début de la colonie, le roi de France avait ordonné l'envoi des meilleurs ingénieurs afin de cartographier et d'arpenter avec précision la Nouvelle-France. En 1633, Jean Bourdon fut le premier ingénieur en Nouvelle-France. Il avait alors cartographié et arpenté les premières cartes du Canada avec la compagnie des Cent-Associés. En 1685, Jean Deshayes avait été mandaté par la France afin d'effectuer un relevé hydrographique du fleuve Saint-Laurent, qui fut par la suite jugée « fort exact » par l'Académie des sciences de France.
À l'époque de la Nouvelle-France, la France cherchait alors à tirer parti des ressources naturelles de ses possessions d'Amérique du Nord. Dès le XVIIe siècle, une quantité impressionnante de spécimens zoologiques, botaniques et minéralogiques fut transporté en France à l'Académie royale des sciences de Paris. Jacques Philippe Cornut fut le premier médecin français à avoir fait découvrir la flore de l’Amérique du Nord dans un ouvrage publié en 1635, intitulé Canadensium Plantarum historia. C'est seulement en 1697 que le médecin du roi, Michel Sarrazin, fut envoyé en Nouvelle-France. Il réalisa de nombreuses observations en histoire naturelle, notamment sur le castor, le rat musqué, le porc-épic, le glouton, l'orignal et le phoque. Il constitua une imposante collection de plantes.
En 1742, Jean François Gauthier fut envoyé au Québec à titre de membre correspondant de l’Académie des sciences. Pendant quatorze ans, Jean-François Gaultier a tenu un journal quotidien des variations de température en Nouvelle-France. Il a aussi effectué des recherches minéralogiques, avec l'aide du fameux géologue français, Jean-Étienne Guettard. Ils ont publié la première carte minéralogique du Canada en 1752.
Le gouverneur de la Nouvelle-France (1747 à 1749), Roland-Michel Barrin de La Galissionière, montrait déjà à l'époque un intérêt pour l’histoire naturelle et la botanique. Il avait d'ailleurs participé à plusieurs des recherches du savant français Duhamel du Monceau.

## Éducation
Le Québec se classe au deuxième rang des pays de l'OCDE en termes d'investissement dans l'éducation par rapport à son PIB Le taux de diplomation se situe au-dessus de la moyenne des pays de l'OCDE, en particulier les diplômes de premier et second cycles. En 2009, on comptait 68 000 diplômés universitaires, dont plus de 10 700 en science pures et appliquées ainsi que plus de 6 400 en science de la vie. Le Québec est classé cinquième en termes de classement en mathématique, lecture et science dans le cadre du programme mondial pour le suivi des acquis des élèves (PISA). En 2011, la ville de Montréal s'est classée deuxième ville en Amérique du Nord en termes d'étudiants universitaires par habitant. Le Québec possède neuf établissements universitaires, dont quatre parmi les plus reconnus mondialement en médecine, incluant l'Université de Sherbrooke, l'Université Laval, l'Université de Montréal et l'Université McGill. Selon un classement de BusinessWeek paru en 2006, HEC Montréal se classe parmi les dix meilleurs institutions à travers le monde. Montréal occupe le premier rang au Canada, neuvième parmi les 20 plus importantes métropoles en nombre d'universités en Amérique du Nord. Le Québec consacre 19 % du budget en recherche et développement (R&D) universitaire au Canada, selon les statistiques du ministère des finances du Québec en 2007. Plus de 85 % de la main-d'œuvre au Québec possède un diplôme d'études secondaires ou supérieur en 2013. Cela n'a pas toujours été le cas, puisque l'éducation a été obligatoire jusqu'à l'âge de 12 ans seulement en 1943 alors que pour le reste du Canada, une loi similaire a été acceptée à la fin des années 1800. Mais c'est seulement en 1961 que la loi fut changée pour obliger les jeunes à aller à l'école jusqu'à l'âge de 15 ans puis en 1988 à 16 ans. Sur les 4 150 200 travailleurs au Québec, 22 % possédaient un diplôme universitaire, 40 % un diplôme postsecondaire et 16 % des Québécois possédaient seulement un diplôme secondaire 
1. 1 2  Gouvernement du Québec, « Les avantages d'investir au Québec Recherche et développement », sur Investissement Québec (consulté le 15 janvier 2012).
2. ↑  « Une cible de 3 % pour la science ».
3. ↑  Institut de la statistique du Québec, « Comparaisons économiques internationales ».
4. ↑  400 ans de science au Québec, « - Arpenteurs et cartographes au service de la colonie ».
5. ↑  400 ans de science au Québec, « Arpenteurs et cartographes au service de la colonie ».
6. ↑  400 ans de science au Québec, « Les naturalistes aux colonies ».
7. ↑  400 ans de science au Québec, « -La conquête de la nature ».
8. ↑  Dictionnaire biographique du Canada en ligne, « BARRIN DE LA GALISSONIÈRE, ROLAND-MICHEL, marquis de LA GALISSONIÈRE ».
9. ↑  400 ans de science au Québec, « Des naturalistes en uniformes ».
10. ↑  Investiment Québec, « L'éducation au Québec, une priorité ».

.